# 20,000 Leagues Under the Sea (attractie)
20,000 Leagues Under the Sea is een hangende darkride in het Japanse attractiepark Tokyo DisneySea. De attractie opende, tegelijk met het park, op 4 september 2001 in het themagebied Mysterious Island. De attractie staat in het teken van de roman Twintigduizend mijlen onder zee en de Disney-film uit 1954.
De gondels zijn gedecoreerd naar kleine onderzeeboten die aan een rail hangen. Deze bevatten een aantal ramen en zitplaatsen in verschillende richtingen. Volgens het achtergrondverhaal van de attractie zijn deze onderzeeboten ontwerpen door Kapitein Nemo. Hij neemt bezoekers mee voor een tocht in de oceaan. Door omstandigheden raakt de onderzeeboot van koers en komt in onbekende wateren terecht. Daarbij wordt de onderzeeboot ook aangevallen door een kraken. De tocht eindigt in Atlantis. In werkelijkheid varen de bezoekers niet door het water, maar hangt de gondel aan een rail. Diverse effecten wekken het idee dat men zich onder water bevindt.

## Afbeeldingen

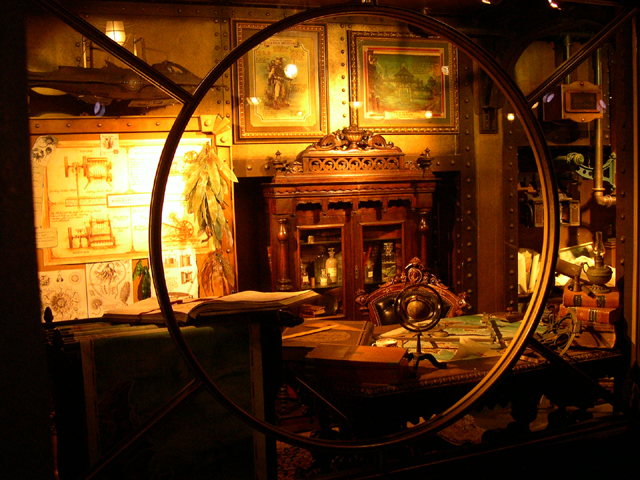
Decoratie in de wachtrij.
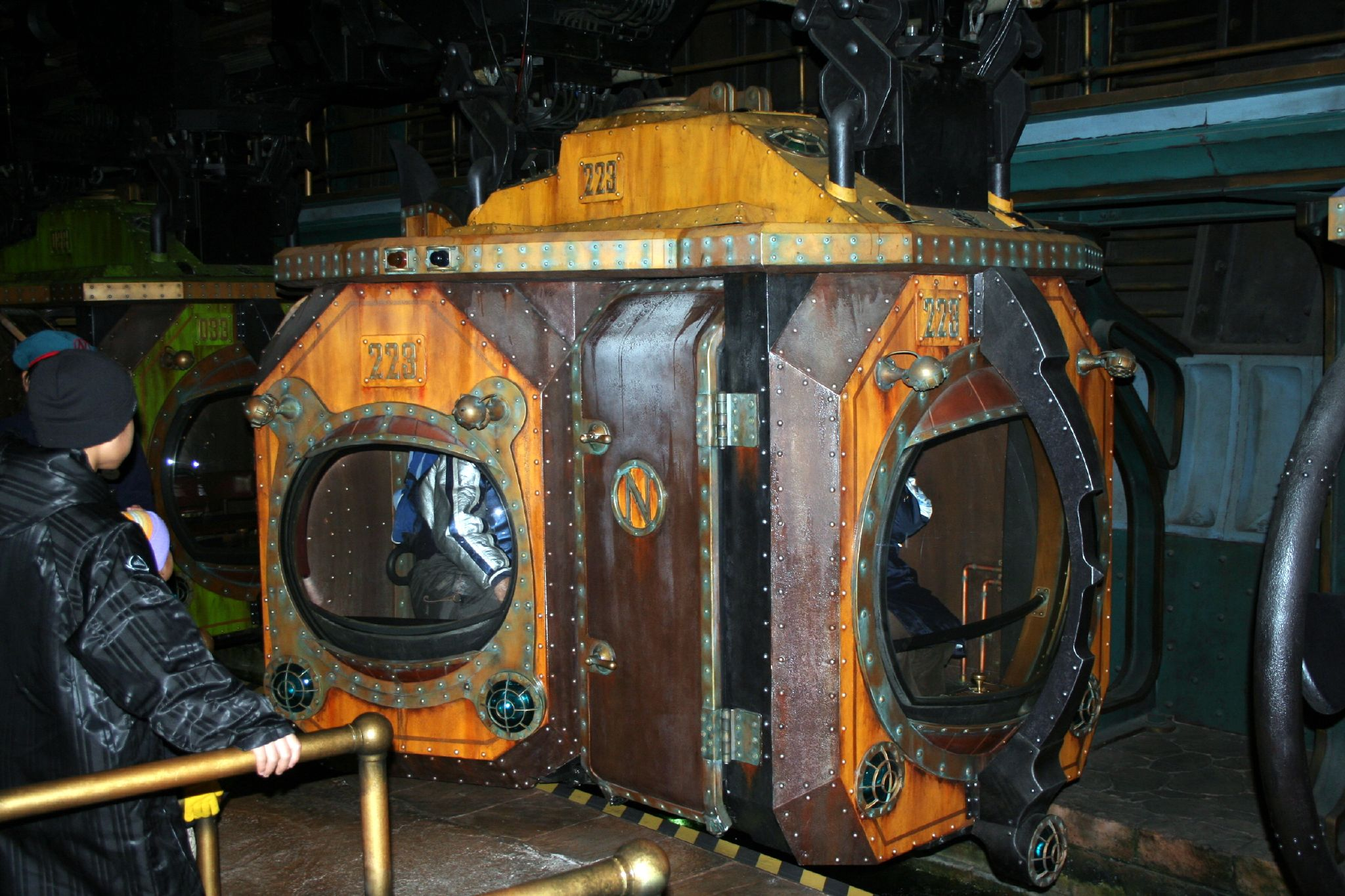
Gondel gedecoreerd als onderzeeboot.

Tokyo Disney Resort · Lijst van attracties in Tokyo DisneySea · afbeeldingen